# Моливдовул
Моливдовул (на гръцки μολυβδόβουλλο или μολυβδ βουλλο / σφραγδα) е оловен печат (отпечатък) на владетели, административни служители, висши военни, представители на духовенството и видни граждани през Средновековието, прикрепян като висяща пломба към документи, укази и були. Моливдовули има на владетели от Средиземноморския район (крале на Сицилия, Византия), но също и на императорите Ото III и Хайнрих II. Във Византия названието „була“ е по-старо от „моливдовул“. Златната була се нарича хрисовул. На моливдовулите има релефни изображения, орнаменти и надписи, отпечатвани посредством един или два булотириона — уред подобен на клещи.
Документите на папите са моливдовули до 1878 г., когато се въвежда обикновеният печат, но при особено важни документи Ватиканът продължава да употребява оловни печати — напоследък на апостолското писмо Apostolorum limina на папа Павел VI от 1974 г. Архив на оригинала от 2011-05-22 в Wayback Machine. и на папа Йоан Павел II, с което годината 2000 се обавява за свещена.
Науките сфрагистика (наука за печатите), сигилография и нумизматика се занимават с изучаването на моливдовулите.
На територията на България са намерени хиляди оловни отпечатъци. Броят на царските отпечатъци е сравнително малък.
Колекцията от византийски моливдовули на Ермитажа в Санкт Петербург наброява повече от 14 000.